# Palais Babos
Pour les articles homonymes, voir Babos.

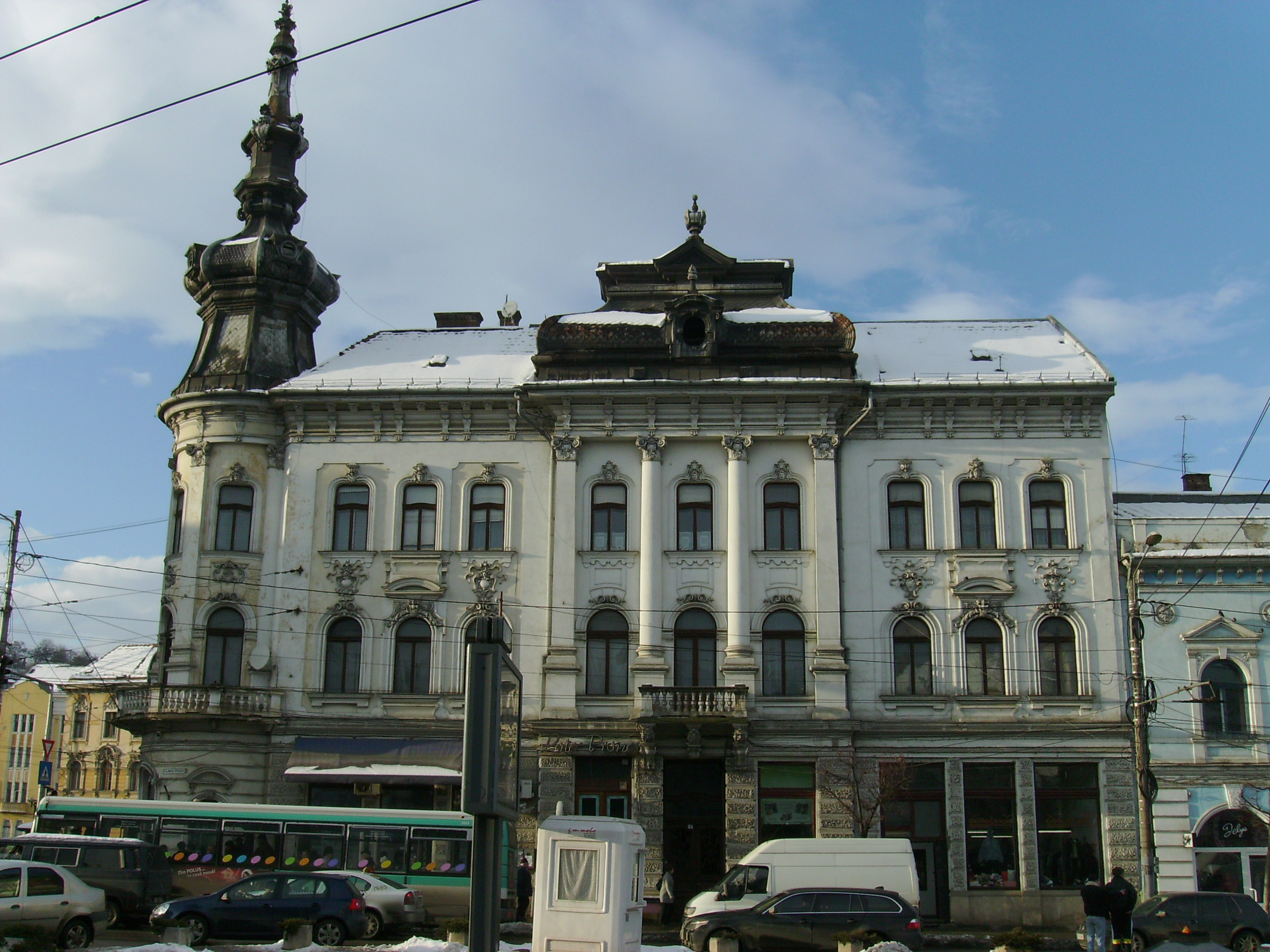
Façade sud de Palatul Babos

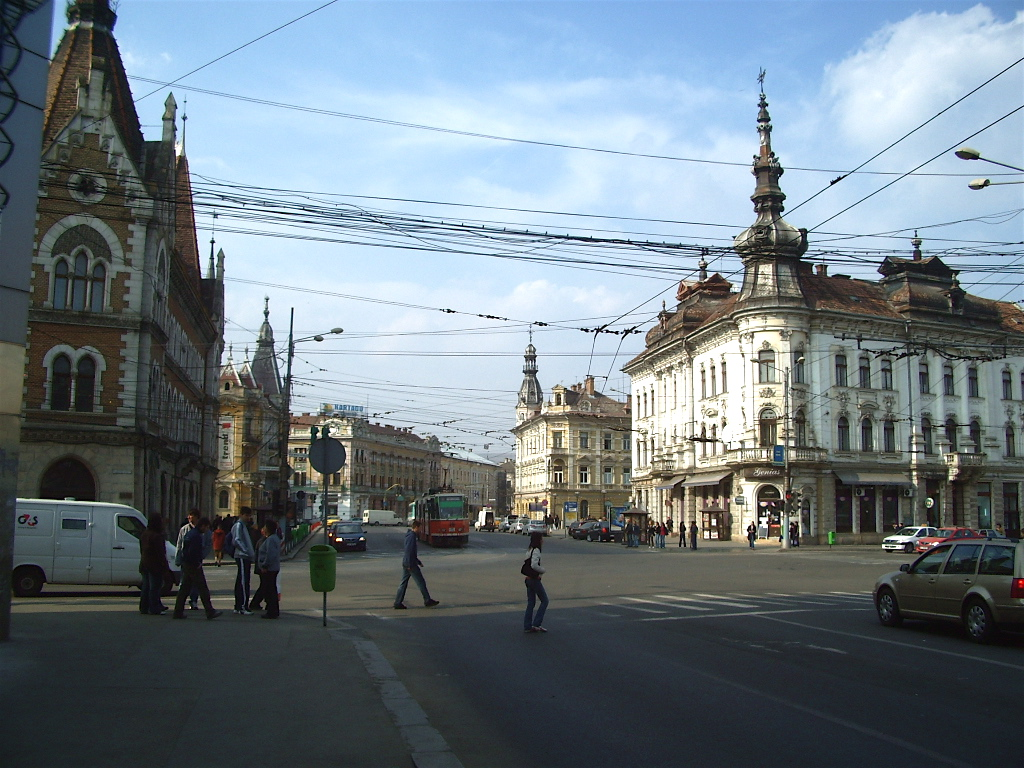
Vue depuis le carrefour de la rue Baritiu (du côté gauche de l'image), Bulevardul Regele Ferdinand et la place Mihai Viteazul (du côté droit de l'image) sur une partie du complexe architectural des rives du Someșul Mic. En arrière-plan on voit le début du Bulevardul Horea. De gauche à droite: palais Széki, palais Berde, Metropol, palais Elian, Palatul Babos.

Palatul Babos ou palais Babos en français (Babos-palota en hongrois) fait partie d'un complexe architectural finalisé à Cluj-Napoca au début du XXe siècle. Ce complexe s'étend sur les deux rives de Someșul Mic autour du pont qui marque la fin du Bulevardul Regele Ferdinand et le début du Bulevardul Horea. Les édifices qu'on y trouve ont été construits en plusieurs styles tels que le néogothique, l'éclectique et le sécession. Ils se font remarquer par leurs tailles imposantes ainsi que par leur richesse décorative.

## Histoire
Le palais Babos est un imposant édifice construit au début des années 1890 pour Sándor Babos. Il est situé au 38 du boulevard Regele Ferdinand à Cluj-Napoca.

## Architecture
L'édifice est construit en style éclectique.